# Hans Mettel
Hans Mettel, né le 10 avril 1903 à Salzwedel et mort le 23 janvier 1966 à Königstein im Taunus (près de Francfort), est un sculpteur allemand.
En 1921, Hans Mettel s'installe à Dresde pour suivre une formation de sculpteur.  
De 1925 à 1928, il fut l'élève du professeur Hugo Lederer et du professeur Edwin Scharff à l'Académie prussienne des Arts.
De 1930 à 1931, il partit étudier en tant que boursier de l'Académie prussienne des Arts dans le centre culturel allemand de la Villa Massimo à Rome.
En 1936, le régime nazi juge son style artistique en art dégénéré.
Durant la Seconde Guerre mondiale, il est mobilisé comme soldat. Il est fait prisonnier par les alliés.
Revenu de captivité, il est nommé professeur à l'École des Beaux-Arts de Francfort.

## Distinctions
- En 1931, il a reçu le Prix d'État pour son travail la Villa Massimo de Rome.
- En 1957, il a reçu le Prix de la ville de Darmstadt.

## Expositions
Les sculptures figuratives de Hans Mettel sont une contribution importante à l'œuvre sculpturale de l'Allemagne dans les années 1950 et 1960 et ont une portée internationale. Hans Mettel participa aux expositions de la documenta 1 en 1955, la Documenta II en 1959 et de la documenta III en 1964 à Cassel.